# Åsens utmark
Åsens utmark är ett naturreservat i Aneby kommun i Jönköpings län.
Området är naturskyddat sedan 2017 och är 13 hektar stort. Reservatet ligger strax söder om sjön Ruppen och består av et ett äldre skogsområde